# Österreichische Lösung
Österreichische Lösung ist ein geflügeltes Wort, das meist mit negativer bzw. kritischer Konnotation medial gebraucht wird um Formelkompromisse, also Entscheidungen und vermeintliche Lösungen von Problemen als unzufriedenstellend für alle Beteiligten zu identifizieren. Es wird als beschreibende Ausprägung des österreichischen Staates, dessen Kultur, Geschichte und Charakterisierung als Verhandlungsdemokratie, insbesondere der großen Koalition (z. B. Parteienproporz), dem Korporatismus (z. B. Sozialpartnerschaft) und Föderalismus kritisch zugeschrieben.
Beispiel für eine österreichische Lösung war der bis November 2019 nur teilweise umgesetzte Nichtraucherschutz in Österreich, oder die im Herbst 2022 beschlossene Abschaffung der kalten Progression, aber nur zu zwei Drittel.

## Frühe Beispiele
„Die Wiener Spitalfrage ist gelöst: Man ist außerstande, neue Spitäler zu bauen, aber man geht daran, die Spitäler zu verderben, die man hat. Eine echt österreichische Lösung!“

„Es wird also eine Lösung netto für ein Jahr sein und nächstes Jahr geht der Jammer von frischem los! Das nennt man wohl eine echt österreichische Lösung!“

„Ja, sogar die Revolution ist sehr anständig gemacht worden [Im Gegensatz zur turbulenteren deutschen Novemberrevolution] und so haben sich auch nach den Wahlen die roten [Sozialdemokraten] und schwarzen [Christlichsoziale] Führer zusammengesetzt, um anständig die Stellen an der Krippe zu verteilen. / Wie in einer verkrachten Schmiere wird bei uns auf Teilung gespielt und das Publikum hat eben bloß Entree zu zahlen / Auch das wird sehr anständig besorgt. / Renner [Sozialdemokrat, Staatskanzler] und Weiskirchner [Christlichsozialer, Bürgermeister von Wien] als Partner – eine echt österreichische Lösung. «Wir werden kan' Richter nöt brauch'n». / Kein Wunder, wenn das Ausland sich so gar nichts aus uns macht. Es kennt uns gar nicht.“

„Es ist eine echt österreichische Lösung – so echt österreichisch, daß man sie hätte voraussagen können. Darf der Remarque-Film gespielt werden? Nun – o, du mein Österreich! -, von fünf bis sieben Uhr ja, aber nach sieben Uhr nicht!“

„In Wirklichkeit sollten nach dem Statut der Nationalbank solche Finanz- oder Mobilisierungswechsel von der Belehnung überhaupt ausgeschlossen sein. Die Erhöhung der Eskontierungsgebühr zur Beschönigung solcher Wechselbelehnungen ist eine echt österreichische Lösung: man begeht einen Verstoß, aber hebt dafür eine höhere Gebühr ein …“